# Karol Farkašovský
Karol Farkašovský (* 17. srpna 1955 Bratislava) je slovenský politik, bývalý moderátor TV Markíza, v letech 2016 až 2020 a opět od roku 2023 poslanec Národní rady SR za Slovenskou národní stranu. 

## Život
Narodil se v srpnu 1955. V letech 1974 až 1978 studoval na Univerzitě Pavla Jozefa Šafárika v Košicích a v letech 1982 až 1985 studoval na Univerzitě Komenského v Bratislavě. V mládí pracoval u BBC při slovenské redakci v Londýně. Poté působil jako šéfredaktor veřejnoprávního Rádia Slovensko a ředitel komunikačního odboru na slovenském ministerstvu zdravotnictví za funkčního období ministra Rudolfa Zajaca. V letech 2006 až 2012 působil jako moderátor TV Markíza, od jara do léta 2013 byl ředitelem komunikace na bratislavském letišti.

### Politické působení
V parlamentních volbách v roce 2016 byl zvolen poslancem Národní rady, když kandidoval na kandidátní listině Slovenské národní strany. V evropských volbách v roce 2019 kandidoval na funkci europoslance na kandidátce Slovenské národní strany, ale nebyl zvolen. V parlamentních volbách v roce 2020 kandidoval na 9. místě kandidátní listiny SNS na funkci poslance Národní rady, ale neuspěl (strana žádný mandát v NR SR nezískala). V parlamentních volbách na Slovensku 2023 kandidoval na 13. místě kandidátní listiny SNS. Získal 7 435 preferenčních hlasů, ale v den volen nebyl zvolen. Vzhledem k tomu, že se však SNS stala součástí vládní koalice a uplatňování tzv. klouzavého mandátu některými jeho kolegy (Martina Šimkovičová, Filip Kuffa, Štefan Kuffa), se dne 2. listopadu 2023 ujal funkce poslance Národní rady. V evropských volbách v roce 2024 kandidoval na 10. místě kandidátní listiny SNS na funkci poslance Evropského parlamentu, ale neuspěl.